# 1315
1315 (MCCCXV) je bilo navadno leto, ki se je po julijanskem koledarju začelo na sredo.

## Dogodki
Velika lakota 1315-17 po Evropi. Nenavadna kombinacija obilne pomladanske moče in hladnega poletja onemogoči pravočasno setev. Kmetom ne uspe posušiti slame in sena, solinarjem soli, ki je ključna za konzerviranje mesa. Do konca poletja se cene hrane podvojijo, kar pomeni, da si revni kmetje in bajtarji ne morejo več privoščiti kruha. Pojavijo se tudi primeri kanibalizma, čeprav še verjetno ne to leto. 1316 ↔

### Francoski dvor
- 30. april - Francoski kralj Ludvik X. obračuna z bivšim dvornim komornikom in svetovalcem Enguerrandom de Marignyjem, ki je bil v službi njegovega očeta Filipa IV.. Ker ne najde zadostnih dokazov o prejemanju podkupnin, ga obtoži čarovništva, pri čemer je bolj uspešen. Tega dne je izvršena smrtna kazen z obešanjem. Enako preganja ostale bivše ministre.
- 28. julij - Ludvik X. ponovno omogoči Judom, da se vrnejo nazaj v Francijo, vendar zgolj za omejeno obdobje dvanajstih let in še to morajo zakupiti.
- 14. avgust - Zaradi nezdravih razmer v temnici umre prešuštna francoska kraljica Margareta Burgundska.  Ker je kralj Ludvik X. organiziral že vse potrebno za novo poroko z neapeljsko-ogrsko princeso Klementino Anžujsko, je najverjetneje zadavljena.
- 19. avgust - Poroka med kraljem Ludvikom X. in Klementino Anžujsko.
- 24. avgust - Reims: kronanje Ludvika X. za francoskega kralja.
- Ludvik X. prepove suženjstvo in suženjska razmerja v Franciji. Zakon bi dobro del nesvobodnim tlačanom, če ne bi vseboval določila, da morajo svojo svobodo odkupiti.
- Velika lakota 1315-17: istega leta Ludvik X. uvede embargo na izvoz žita v Flandrijo. Premožni Flandrijci[1] embargo obidejo s tem, da se tesneje navežejo na Špance. Lakota ne seže čez Pireneje in Alpe. 1316 ↔

### Škotska invazija na Irsko
- 26. maj - Larne, Ulster: škotska flota z okoli 6.000 možmi se pod vodstvom Edvarda Bruca[2] izkrca na obali Irske. Škotska invazijska vojska ima podporo škotskega kralja Roberta Bruca, ki poskuša stabilizirati Škotsko s tem, da napravi probleme Angležem na Irskem.
- junij - Carrickfergus: nekaj irskih kraljev keltskih žepnih kraljestev in hiberno-normanskih baronov priseže vazalno zvestobo Edvardu Brucu, ki se s tem okliče za irskega nadkralja.
- 29. junij - Edvard Bruce ne pokaže milosti mestom, ki se upirajo. Tega dne zavzame Dundalk in pokolje vse prebivalce.
- julij - Vojaško koalicijo proti nevarnemu prišleku oblikujejo keltski kralj Connachta Felim O'Connor, hiberno-normanski grof Ulstra Richard Og de Burgh in angleški kraljevi justiciar za Irsko Edmund Butler, grof Carrick. Vojska irskih domačinov ima premoč, vendar se Edvard Bruce izmika frontalnemu spopadu, da bi otežil njihovo oskrbo. V kraljevini Connacht še spodbudi puč, zato Felim O'Connor izstopi iz koalicije in se odpravi domov zatret puč.
- september - Bitka pri prelazu Moiry: Edvard Bruce uspe z dobro organizirano obveščevalno dejavnostjo presenetiti in premagati vojsko angleškega kraljevega justiciarja Edmunda Butlerja, grof Carricka. Toda težave z oskrbo zaradi prihajajoče lakote niso spodbudne za nobeno stran. Zaradi lakote po deželi  Edvard Bruce ni zmožen povečati svoje vojske, ki se mu iz bitke v bitko vztrajno krči.
- oktober - Angleški kralj Edvard II. končno reagira in odredi sklic irskega parlamenta v Dublinu, ki pa ne pride do sklepa.
- 6-7. november - Bitka pri Kellsu: Edvard Bruce zmaga v bitki proti kambro-normanskemu[3] vojskovodji in grofu Valižanske marke Rogerju Mortimerju. Poraženec se umakne v Dublin in apelira na kralja Edvarda II. naj mu pošlje okrepitve. 1316 ↔

### Ostalo
- 3. januar - Umrlega oglejskega patriarha Ottobuona di Razzija nasledi Gillo di Villalta. 1316 ↔
- 10. avgust - Velika lakota 1315-17: angleški kralj Edvard II. se ustavi v St. Albansu, kjer zanj in za njegovo spremstvo ne najdejo nobenega kruha. Kralj s spremstvom se praznih želodcev odpravi naprej.
- 18. avgust - Umrlega japonskega regenta[4] Hodža Hirotokija nasledi Hodžo Mototoki.
- 29. avgust - Bitka pri Montecatiniju: pisanskim gibelinom pod vodstvom vojskovodje Ugucciona della Faggiuole uspe nemogoče in premagajo mnogo številčnejšo gvelfsko koalicijo Florentinske republike in Neapeljskega kraljestva. V bitki je ubit neapeljski princ in titularni latinski cesar Karel Tarantski.
- september - Zgornji Nil: egiptovski mameluki, ki so okupirali krščansko kraljevino Makurijo, nastavijo za marionetnega kralja islamiziranega člana vladajoče družine in začno z obsežno islamizacijo.
- 8. oktober - Velika lakota 1315-17: nemiri v Lancashireju, SZ Anglija. Skupina nezadovoljnih vitezov in drhali, ki jim preseda dominacija grofa Lancasterja, začne pleniti po posestvih njegovih privržencev. Nemiri so brez večjih težav zatrti.
- 15. november - Bitka pri Morgartenu: švicarska milica iz prakantonov Uri in Schwyz uničujoče porazi mnogo večjo in močnejšo habsburško viteško vojsko pod vodstvom avstrijskega vojvode Leopolda I.. Švicarji svojo vojaško neizkušenost nadomestijo s poznavanjem terena in avstrijsko invazijsko vojsko uničijo v ožini s težkim kamenjem in strjeno formacijo helebardirjev. Ker se ne držijo viteških običajev, vse zaostale viteze pokoljejo. Kanton Unterwalden v bitki ne sodeluje, saj je napačno obveščen o prihodu avstrijske armade iz njihove smeri.
- 9. december - Brunnenski pakt: obnovljena je Švicarska konfederacija teh prakantonov (Uri, Schwyz in Unterwalden), sklenjena leta ← 1291.
- 13. december - Umrlega grofa Foixa in sokneza Andore Gastona I. nasledi sin Gaston II.
- Konstantinopel: konstantinopelskega pravoslavnega patriarha Nefona I., ki je abdiciral, nasledi Janez XIII.
- Umrlega burgundskega deželnega grofa[5] Robert Burgundski nasledi sestra Ivana II. s soprogom in francoskim kronskim princem Filipom.
- Kos, Egejsko morje: hospitalci dokončajo glavno utrdbo na tem otoku.
- Granadski emir Ismail I. ibn Faradž predpiše Judom obvezno nošnjo rumenih brošk.
- Čagatajski kanat: letu dni po fiasku na Kitajskem poskusi kan Esen Buka I. še z vpadom v ilkanatski Korasan. Ker pa vojska cesarstva Yuan vpade v vzhodni del Čagataja, se je po začetnih uspehih proti Ilkanatu primoran vrniti. 1318 ↔
- Sienski slikar Simone Martini dokonča za mestno hišo stensko delo Marijino veličastje (Maestà) v velikosti 9 × 7 metrov. Delo je nekoliko skromnejša verzija Veličastja njegovega učitelja Duccia, ki ga je le-ta naslikal štiri leta prej za mestno stolno katedralo.

## Rojstva
- 5. april - Jakob III., kralj Majorke († 1349)
- 20. maj - Bona Luksemburška, češka princesa († 1349)

Neznan datum
- Federico di Pagana, 8. genovski dož († 1406)
- Irena Paleologina, trapezuntska cesarica († 1341)
- Ludvik V., bavarski vojvoda († 1361)
- Muhamed IV., granadski emir († 1333)

## Smrti
- 3. januar - Ottobuono di Razzi, oglejski patriarh
- 30. april - Enguerrand de Marigny, francoski kraljevi svetovalec (* 1260)
- 1. maj - Margareta Brandenburška, poljska vojvodinja in kraljica (* okoli   1270)
- 9. maj - Hugo V., burgundski vojvoda (* 1294)
- 29. junij - Ramon Llull, španski (katalonski) teolog in filozof (* 1232)
- 14. avgust - Margareta Burgundska, francoska kraljica (* 1290)
- 18. avgust - Hodžo Hirotoki, japonski regent (* 1279)
- 29. avgust:
  - Karel Tarantski, neapeljski princ, titularni latinski cesar (* 1296)
  - Peter Tempesta, neapeljski plemič, grof Ebolija (* 1291)
- 13. december - Gaston I., grof Foixa, soknez Andore (* 1287)

Neznan datum
- Adolf VI., grof Holstein-Schauenburga (* 1256)
- Dalimil, češki kronist
- Giovanni Pisano, italijanski kipar in arhitekt (* 1250)
- Margareta Villehardouinška, ahajska baronica Akovaja (* 1266)
- Robert Burgundski, deželni grof Burgundije (* 1300)